# 12 Horas de Tarumã
As 12 Horas de Tarumã, é uma prova automobilística de longa duração disputada sempre no mês de dezembro no Autódromo Internacional de Tarumã, com largada à meia-noite de sábado e chegada ao meio-dia de domingo, marca o encerramento de temporada do automobilismo gaúcho. Considerada a mais tradicional do estado e também umas das melhores no país senão a melhor

## História
As três primeiras edições das 12 Horas de Tarumã aconteceram fora do circuito que empresta o nome à competição, mais precisamente na capital gaúcha, Porto Alegre, que abriu suas ruas para as edições da corrida em 1962, 63 e 68.
Em Porto Alegre, a primeira corrida foi realizada no dia 05 de maio de 62, quando a vitória coube a Breno Fornari em dupla com Afonso Hoche na condução de um Simca, no ano seguinte por Walter Dal Zotto, formando um marco no automobilismo gaúcho de competição, tanto pela duração quanto pelo prestígio que lhes conferiam os pilotos de outros Estados.
Em dezembro de 1968, a terceira e última versão de rua das 12 Horas foi conquistada pelos irmãos Emerson Fittipaldi e Wilson Fittipaldi, com o Volkswagen nº 7. 
  
```
A tradicional competição permanece até hoje como 12 Horas de Tarumã, no Autódromo em Viamão.
```

A primeira 12 Horas no circuito de Tarumã foi no dia 26 de setembro de 1971, quando o trio Pedro Victor De La Mare/Quartim Moraes/José Luís de Marchi (os primeiro paulista, e os dois outros gaúchos), levou um Opala ao triunfo.
Além das três primeiras, as 12 Horas de Tarumã teve mais uma edição realizada fora de seu habitat natural, foi em 1992, quando as reformas no asfalto da pista em Viamão forçaram a transferência da corrida para Guaporé, disputada no dia 12 de dezembro de 1992.
```
Edição revolucionária em 2019 
```

Uma corrida que ficará na história. Esta é a definição mais ouvida em Tarumã após a 39ª edição da prova mais dura do automobilismo brasileiro. O Automóvel Clube do Rio Grande do Sul fez uma mudança na prova deste ano, onde apenas carros da categoria Marcas & Pilotos participaram. A festa começou com a pole position do carro #29, Chevrolet Celta da Tuta Racing que conduzido por Guto Rotta cravou a pole-position na noite de sexta.
A prova retomou a tradição da largada no formato LeMans e exatamente a meia-noite de sábado para domingo os carros partiram para um duro desafio de homens e máquinas. O cansaço, o calor e o desgaste foram inimigos implacáveis, e a surpresa veio do ritmo alucinado que a prova tomou desde os primeiros instantes. A liderança foi alternada entre Rotta, Fabiano Cardoso e João Sant´Anna se alternaram na liderança até a ponta ser assumida pelo quarteto com Chevrolet Onix #8. O carro conduzido por Choka Sirtuli, Jonas Simon, Juliano Fantim e Marcos Silveira liderou boa parte da madrugada até que um pequeno problema na bomba elétrica atrasou o time por duas voltas. A liderança então foi alternada por vários pilotos, como o time de Tiel de Andrade/Ricardo Haag e Júlio Martini e o trio do Celta #3, Paulo Preto/ Fernando Doval e Alex Schons. A ponta foi reassumida após uma bela recuperação e Choka Sirtuli levou o Chevrolet Onix #8 até a consagradora vitória.
Foi uma prova diferente, eletrizante do começo ao fim e a grosso modo, uma bateria com 12 Horas de duração, ao invés dos 30 minutos habituais.
No canal do youtube oficial da prova está disponível a transmissão da prova. Só acessar o youtube.com/12horasdetaruma
Abaixo o resultado completo das 12 Horas de Tarumã 2024
Pos. No. Nome. Carro Voltas Classe Tempo
1 5 Tiel/Pasquale/Cato/Moller MC40 537 GT 1.08.904
2 81 Poeta/Trein/Beto/Ricci/Loftsgard Maserati Trofeo 520 17 laps TS 1.11.516
3 17 Cesinha/Guki/Fabio/ Gol 519 18 laps TS 1.12.088
4 111 VilsonJr/F.Vianna/R.Biancini/C.Castro/M.Vargas Lamborghini 512 25 laps GT 1.08.113
5 12 L.Cardoso/J.Cardoso/G.Cardoso Linea 488 49 laps TS 1.14.877
6 55 Passarinho/Mariante/Sucata/ Onix 487 50 laps T1.4 1.22.353
7 56 M.Weck/G.DiGiacomo/C.Barcelos/J.Picolli/F.Rebeschini Onix 462 75 laps T2 1.19.902
8 95 C.Krause/E.Serdeira/M.Vieira/E.Braz Corsa 460 77 laps TR 1.21.731
9 27 Rodrigo Machado/Roger Sandoval Onix 460 77 laps 1.20.153 1.20.153
10 1 T.Messias/L.Rezende/M.Bonato/L.Bergamaschi New Onix 459 78 laps T1.4 1.21.150
11 48 P.Weber/G.Camilo/S.Rocha/Sucata Kadett 458 79 laps TR 1.19.869
12 77 C.Barcelos/M.Weck/R.Melo/F.Rebeschini Linea 458 79 laps T1 1.18.316
13 52 A.Basso/Cabelo/N.Amaral/Cuca/Fabio Menegaro Gol 457 80 laps T2 1.21.677
14 819 Ike Ramos/A.Brikalski/Black Corsa 449 88 laps T2 1.21.086
15 725 G.Quevedo/D.Hubner/F.Anderson Corsa 448 89 laps TR 1.23.104
16 15 F.Da Cas/Gonçalo/Leandro Scherer Corsa 440 97 laps T1.4 1.22.266
17 116 Nando Cezar/Airton Diehl/Alejandro Sanches Celta 435 102 laps T1.4 1.23.013
18 4 T.Junior/J.Maciel/A.Dietrich/E.Valmorbida Opala 340 197 laps TS 1.15.850
19 53 Baxo/Thiago/Marcio Martins Gol 331 206 laps T1 1.20.093
20 122 G.Weber/R.Faccio/S.Castilhos/R.Muller New Onix 323 214 laps T2 1.21.931
21 101 I.Vacari/J.Santanna/R.Santos/G.Ghizzo/A.Senger Vettore 296 241 laps TS 1.13.731
22 78 J.Bastos/L.Pandolfo/A.Vianna Gol 261 276 laps T2 1.24.464
23 47 Digao/Leonardo/Messa New Onix 222 315 laps TR 1.22.527
24 51 T.Junior/Bitura Voyage 119 418 laps T1 1.16.080
25 7 ES.Soares/E.Soares/J.Soares Vectra Stock Car 35 502 laps GT 1.11.528
26 96 Grupe/A.Grupe/Sanches Fiesta Não Largou

## Características
A competição passou por várias alterações, vários tipos de carros foram admitidos, desde monopostos, protótipos e categoria turismo.
Na edição de 2019, a prova de longa duração mais tradicional do país terá um novo formato a partir deste ano. Visando um grid mais competitivo e equilibrado e a significativa redução de custos aos participantes, a 39ª edição da prova será disputada em categoria única e admitirá apenas veículos enquadrados nos Regulamentos Desportivos e Técnicos do Campeonato Gaúcho de Marcas e Pilotos.
A competição terá premiação inédita em dinheiro para os primeiros colocados e premiação de troféu até o 10º colocado.
Outra novidade é o resgate da largada no estilo LE MANS proporcionando ainda mais emoção ao público.

## Curiosidades
Edições Rua Porto Alegre – Circuito Cavalhada/ Vila Nova – percurso de 6,5 km
1. 1962 Vencedor: SIMCA #35 após 175 voltas
2. 1963 Vencedor: SIMCA #77 após 193 voltas
3. 1968 Vencedor: FUSCA #7 após voltas 193 voltas

```
Maiores Campeões Maior Vencedor Geral:              Christian Castro 6x 5x MCR Turbo 2007-2008-2009-2014-2015 1x Onix 2023                                                 Maior Vencedor em carros de Turismo:                      Piloto Ike Halmenschalager VWGol 7x por categoria 2009-2010-2011-2013-2015-2017
```

Pilotos com maior número de poles: 
1. João Sant´anna 2004/2006/2007/2008 ,
2. Carlinhos Andrade 1975 / 1976 / 1998 / 2002
3. Darci Marini 1990 / 1992 / 1993 / 1996

## Todos os Vencedores
1962 – Breno Fornari-Afonso Hoch (RS) Simca
1963 – Walter Dal Zotto-Juvenal Martini (RS-RS) Simca
1968 – Emerson Fittipaldi-Wilson Fittipaldi Júnior (SP-SP ) Fusca
1971 – Pedro Vítor De Lamare-José Marchi-C Moraes (SP-RS) Opala
1972 – Pedro Carneiro Pereira-Ismael Chaves Barcellos (RS-RS) Opala
1973 – Lino Reginatto-Dênis Reginatto (RS-RS) Fusca
1974 – Renato Connil-Antônio Freire-Roberto Schimidt (RS) Maverick
1975 – José Carlos Pace-Paulo Mello Gomes (SP-SP) Maverick
1976 – Carlos Eduardo de Andrade-Edson Graczick (PR-PR) Opala
1984 – Armando Balbi – Toni Rocha (MG-RJ) Voyage
1986 – Anor Friedrich-Waldir Buneder-Serge Buchrieser (RS) Passat
1987 – Amadeo Moller-A.Biazus-A.Pasquale (RS) Uno
1988 – Walter Soldan-Egon Herzfeldt-João Campos (RS) Escort
1989 – Patrícia Souza-P.Souza-Luiz Lazzari (RS) Opala
1990 – Vítor Hugo Castro-Carlos Tavares (RS-RS) Voyage
1991 – Eduardo Freitas-Rodyvan Moller-P.Bortolatto (RS) Opala
1993 – Vítor Castro-S. Cardoso-Luiz Mello (RS) Voyage
1994 – Renato Bocardi - GilceuTurra -Joel Castilhos (SP- RS - RS) Aldee RTT/VW
1995 – Walter Soldan-Luís Castro-Luiz Ribas (RS) Aldee RTT/VW
1996 – Vítor H. Castro-E. Freitas-F. Maciel(RS)Aldee RTT//VW
1997 – Vítor Castro-L. Marx-Luiz & R.Ribas (RS) Escort
1998 – Walter Soldan-Luís Castro-Luiz Ribas (RS) Aldee RTT/VW
1999 – J. Sant’Anna-A. Baldo-Luciano Mottin-J.Moro (RS) MCR/VW
2000 – Maria Rosito-D. Dornelles-P. Bertuol-S. Pereira Spyder/VW
2001 – J.B. Rodrigues-C. Kray-T. Spolador (PR-RS) MCR/VW
2002 – Vítor & Luís Castro-P. Hoerlle-A Fornari (RS)MCR/VW
2003 – J Moro- L Paternostro- G Losacco-X Negrão MCR VW/Turbo
2004 – J.Sant’Anna-A.Baldo-C.Kray (RS) MCR/VW Turbo
2005 – E. Stédile-F.Stédile-J Stédile (RS) Spyder/Opel
2006 – E.Stédile-F.Stédile-J Stédile (RS) Spyder/Opel
2007 – J Sant’Anna-V Genz-C.Kray-C. Castro (RS) MCR/VW Turbo
2008 – J Sant’Anna-V.Genz-C.Kray-C Castro (RS) MCR/VW Turbo
2009 – J.Moro-C.Castro-Luís A.Castro (RS) MRX/VW
2010 – Tiel Andrade-Bruno Justo-Eduardo Ventre (RS) MCTubarão VIII
2011 – Tiel Andrade-Bruno Justo-Eduardo Dieter (RS) MC Tubarão VIII
2012 -  P.Ventura/J.Cardoso/F.Toledo/G.Martins/C.Almeida (RS) MXR Turbo
2013 -  L.Cardoso(RS)/J.Kraucher(RS)/A.Piedade(SP) MXR Turbo
2014 -  J.Santanna/V.Genz/C.Kray/C.Castro  MCR Turbo
2015 -  V.Genz/C.Kray/C.Castro/P.Castro MCR Turbo
2016 - Poeta/Fortes/Santana/Queirolo/Assunção/Toso MCR Lamborghini
2017 - S.Ribas/M.Kern/P.Souza MRX Tubarão (RS)
2018 - Tiel Andrade/Julio Martini/Matheus Stumpf Tubarão IX
2019 - Choka Sirtuli / Jonas Simon / Juliano Fantim / Marcos Silveira (RS) Onix
2020 - Guto Rotta/Paulo Pretto Celta
2021 - Choka Sirtuli/Jonas Simon Onix
2022 - Antoniazzi/J.Cardoso/Rotta/B.Cardoso Onix
2023 - R.Ribas/C.Castro/Dudu Fuentes/C.Labrea Onix
2024 - Tiel Andrade/Franco Pasquale/Cato Beleza/Chico Moller MC40

## Novidades - Edição 2024
A próxima edição da prova será nos dias 14 e 15 de dezembro de 2024 e traz muitas novidades.
A principal é a participação dos carros do Campeonato Gaúcho de Super Turismo e Turismo 1.4 Brasil o final de semana começa numa sexta-feira dia 13 com os treinos livres e a prova voltando ao formato de multiclasse que foi usado pela ultima vez em 2018 onde teve o menor numero de carros (18) e em 2019 veio o regulamento 1.4 e foi até 2023 pela diminuição de carros no grid mas essas 12 Horas de Tarumã promete facilmente mais de 30 carros mais também pode passar dos 40 carros como foi as 6 Horas de Guaporé esse ano outra prova muito importante no sul e a mais importante na serra gaúcha as categorias da Super Turismo em ordem de Força são GT-TS-T1-T2-TR e a Turismo 1.4 representa a classe TL da Super Turismo e também o Super Challenge onde os 10 primeiros do Classic Challenge das 3 baterias larga nas 12 Horas e é opcional você larga se quiser
Atrações para todos:
O Automóvel Clube do Rio Grande do Sul, promotor da corrida, pensou em todos os fãs nesta edição. Além da prova, estão confirmadas corridas da Classic Challenge - categoria que utiliza carros clássicos em 3 corridas de 30 minutos de duração; realização de um Track Day - você se torna piloto por um dia, com seu próprio carro; além de Show de Manobras Radicais, Food Trucks, Espaço Kids e Voltas Rápidas com o público em um carro de competição, tudo isto acontecendo desde a manhã de sábado até a largada da prova, que acontece exatamente a meia-noite de sábado para domingo.